# Shut Down (BLACKPINK歌曲)
〈Shut Down〉是韓國女子團體BLACKPINK的歌曲，於2022年9月16日由YG娛樂以及新視鏡唱片發行，為第二張韓語正規專輯《BORN PINK》的第三首單曲兼主打曲。

## 背景
2022年7月31日，BLACKPINK的社交媒體賬號上傳了一段預告影片，宣布9月發行新專輯，8月19日發行先行曲《Pink Venom》8月24日，YG娛樂公司宣布，BLACKPINK的四名成員正在韓國京畿道的一個地點為他們的第二張專輯的主打歌拍攝音樂錄影帶。
經紀公司表示，BLACKPINK正在為他們的世界巡演和回歸舞台做準備：「她們正在按計劃努力履行對粉絲的承諾，」並補充說「專輯中的所有歌曲都是特別為BLACKPINK準備的，她們將譜寫新的故事，特別是主打歌將是一首令世界樂迷驚喜的歌曲。音樂錄影帶還將以前所未有的方式提升K-Pop的地位。」
2022年9月7日，官方公布正規二輯《BORN PINK》主打曲〈Shut Down〉海報。

## 音樂製作
〈Shut Down〉是嘻哈为基础的曲目，混合了弦乐和持续的低音，取样自匈牙利作曲家弗朗茨·李斯特创作的经典作品《鐘》（義大利語：La campanella），而該曲乃改編自意大利作曲家尼科罗·帕格尼尼小提琴协奏曲《B小调小提琴協奏曲》第三乐章“钟声回旋曲”。YG娛樂表示，「標題很直觀，但奇怪的是充滿緊張因素。Shut Down是一個詞，意味著某個空間的關閉。我們期待向您介紹BLACKPINK將揭示的新故事」。〈Shut Down〉以C大調的調性作曲，節奏為每分鐘110拍的複合拍子，在歌詞上，這首歌能看到成員們回擊那些討厭她們的人。Elle的Erica Gonzales寫道：「在整個音樂上，女孩們輪流請他們的仇恨者和懷疑者坐下，觀賞她們帶來的一切。」

## 商業表現
〈Shut Down〉以1.528億次串流次數以及1.7萬次下載量登上告示牌全球二百大單曲榜冠軍，使BLACKPINK繼上一首〈Pink Venom〉後奪得第二首該排行榜冠軍的歌曲。另與防彈少年團、小賈斯汀以及奧莉維亞·羅德里戈成為該排行榜上的領頭羊。伴隨著〈Pink Venom〉上第二名，也成為在一個告示牌全球二百大單曲周榜內，拿下前兩名之紀錄；另外〈Shut Down〉以1.4億次串流以及1.3萬次下載量登上美國除外全球單曲榜冠軍
，成為繼〈Lovesick Girls〉與〈Pink Venom〉之後第三首登上此紀錄的歌曲；憑藉此點，成為繼防彈少年團之後擁有第二多冠軍歌曲的藝人，也成為繼防彈少年團、小賈斯汀、泰勒絲之後第四個同時與專輯《BORN PINK》登上告示牌全球二百大單曲榜、美國除外全球單曲榜、二百大專輯榜冠軍的藝人。
在韓國，〈Shut Down〉在第38周Circle数字榜空降第29名，為在僅剩兩天的周榜中登上此紀錄的歌曲；一周後，以第3名登上顛峰，成為BLACKPINK第十首登上前三大熱門歌曲；在美國，於2022年9月16-22日告示牌百大歌曲榜登上第25名，成為第五首登上該排行榜的四十大歌曲；也因為擁有4000次下載量以及1300萬次串流登上告示牌串流媒體歌曲榜第十名，而成為該組合第三首前十名的歌曲以及第二首完全solo歌曲；憑藉此，使BLACKPINK成為首個拿下多個前十名歌曲(第二多)，並與PSY打平此紀錄的女子團體，也成為該排行榜中首個擁有多個前十名之非編譯專輯的韓國藝人。

## 音樂錄影帶
音樂錄影帶的預告片於2022年9月13日發布，官方音樂影片於2022年9月16日發布。，音樂錄影帶裡面的許多場景引用過去她們發布的音樂錄影帶場景，如《Boombayah》、《口哨》、《Playing with Fire》、《Ddu-Du Ddu-Du》與《Kill This Love》。這部影片在24小時以內就擁有了5000萬次觀看，成為2022年首日觀看次數第二多的音樂錄影帶。

## 戲仿和批評
古典樂主題的雙人Youtube頻道雙琴俠製作了恢諧模仿的音樂影片《反骨仔》（Sell Out），片中Eddy飾演帕格尼尼，拉奏了接近完整的《鐘》，並以饒舌的方式唱說「只會重複《鐘》的兩小節旋律」、「出名之後的音樂聽起來都一樣」、「把靈魂出賣給商標」等等。影片引發BLACKPINK粉絲的不滿，大量湧入社交平台及Youtube留言區批評，甚至攻擊曾和該頻道合作的音樂家。雙琴俠至新加坡交響樂團公演前接受海峽時報記者採訪時談及此事，他們表示樂見《Shut Down》使用古典樂，然而取樣和編曲的方式缺乏藝術性，故希望籍此機會教育觀眾，並指出嗆聲饒舌歌在音樂界是很常見的友善互動。

## 排行榜
| 排行榜（2022年）                           | 最高 排名 |
| ------------------------------------------ | --------- |
| 阿根廷（Argentina Hot 100）                | 36        |
| 澳大利亚（澳大利亚唱片业协会單曲榜）       | 5         |
| 奥地利（Ö3四十强单曲榜）                   | 24        |
| 加拿大（Canadian Hot 100）                 | 7         |
| 克羅埃西亞（《告示牌》）                   | 20        |
| 捷克（百強數位單曲榜）                     | 40        |
| 法国（法國唱片出版業公會單曲榜）           | 51        |
| 德国（德國官方單曲榜）                     | 31        |
| 全球（Billboard Global 200）               | 1         |
| 希臘（國際唱片業協會希臘分會國際單曲榜）   | 22        |
| 香港（《告示牌》）                         | 1         |
| 匈牙利（四十強單曲榜）                     | 3         |
| 匈牙利（四十強串流榜）                     | 34        |
| 印度（印度音乐产业协会）                   | 4         |
| 印尼（《告示牌》）                         | 1         |
| 愛爾蘭（愛爾蘭唱片音樂協會单曲榜）         | 32        |
| 日本（Japan Hot 100）                      | 15        |
| 日本（Oricon單曲合算榜）                   | 23        |
| 立陶宛 (AGATA)                             | 11        |
| 盧森堡（《告示牌》）                       | 18        |
| 馬來西亞（《告示牌》）                     | 1         |
| 荷兰（百强单曲榜）                         | 79        |
| 新西兰（新西兰唱片音乐协会单曲榜）         | 6         |
| 秘魯（《告示牌》）                         | 16        |
| 菲律賓（《告示牌》）                       | 1         |
| 葡萄牙（葡萄牙唱片業協會单曲榜）           | 22        |
| 羅馬尼亞（《告示牌》）                     | 20        |
| 新加坡（RIAS）                             | 1         |
| 斯洛伐克（百強數位單曲榜）                 | 17        |
| 南非（RISA）                               | 45        |
| 韓國（Circle数字榜）                       | 1         |
| 西班牙 (PROMUSICAE)                        | 82        |
| 瑞典（瑞典最熱榜）                         | 92        |
| 瑞士（瑞士热门音乐榜）                     | 37        |
| 台灣（《告示牌》）                         | 1         |
| 土耳其（《告示牌》）                       | 22        |
| 英國（官方榜单公司單曲榜）                 | 24        |
| 美国（《告示牌》百大單曲榜）               | 25        |
| 美國（《告示牌》World Digital Song Sales） | 1         |
| 越南（Vietnam Hot 100）                    | 1         |

| 排行榜（2022年）     | 最高 排名 |
| -------------------- | --------- |
| 韓國（Circle数字榜） | 13        |

## 獎項與提名
| 年份 | 頒發機構           | 獎項                  | 結果 | 來源   |
| ---- | ------------------ | --------------------- | ---- | ------ |
| 2022 | 亚洲流行音乐大奖   | 最佳編曲人 – 海外     | 提名 | [ 60 ] |
| 2023 | Circle Chart音樂獎 | 9月份音源部門年度藝人 | 獲獎 | [ 61 ] |

| 節目名稱       | 日期           | 來源          |
| -------------- | -------------- | ------------- |
| Show Champion  | 2022年9月21日  | [ 62 ]        |
| Show Champion  | 2022年9月28日  | [ 63 ] [ 64 ] |
| Show Champion  | 2022年10月5日  | [ 65 ] [ 66 ] |
| M Countdown    | 2022年9月22日  | [ 67 ]        |
| M Countdown    | 2022年9月29日  | [ 68 ] [ 69 ] |
| M Countdown    | 2022年10月6日  | [ 70 ] [ 71 ] |
| 人氣歌謠       | 2022年10月2日  | [ 72 ] [ 73 ] |
| 人氣歌謠       | 2022年10月9日  | [ 74 ] [ 75 ] |
| 人氣歌謠       | 2022年10月16日 | [ 76 ]        |
| Show! 音樂中心 | 2022年10月8日  | [ 77 ] [ 78 ] |

| 獎項       | 日期      | 參考          |
| ---------- | --------- | ------------- |
| 每週人氣獎 | 九月第4週 | [ 79 ]        |
| 每週人氣獎 | 九月第5週 | [ 80 ] [ 81 ] |
| 每週人氣獎 | 十月第1週 | [ 82 ] [ 83 ] |

## 發行歷史
| 地區   | 日期          | 格式          | 廠牌              | 來源   |
| ------ | ------------- | ------------- | ----------------- | ------ |
| 全球   | 2022年9月16日 | 數位下載 串流 | YG娛樂 新視鏡唱片 | [ 84 ] |
| 義大利 | 2022年10月7日 | 電台          | 環球              | [ 85 ] |